# Śliwno Bobolickie
Śliwno Bobolickie – zlikwidowany w 1945 roku przystanek osobowy w Nowych Łozicach, w gminie Bobolice, w powiecie koszalińskim, w województwie zachodniopomorskim, w Polsce.